# Nikołaj Mielnikow
Nikołaj Dmitrijewicz Mielnikow (ros. Николай Дмитриевич Мельников, ur. 17 listopada?/30 listopada 1905 we Władywostoku, zm. 7 kwietnia 1944 w Moskwie) – Rosjanin, funkcjonariusz radzieckich służb specjalnych, komisarz bezpieczeństwa państwowego.

## Życiorys
Od kwietnia 1925 w RKP(b)/WKP(b), od marca 1926 funkcjonariusz GPU we Władywostoku, od października 1927 w wojskach pogranicznych OGPU na Dalekim Wschodzie, od września 1930 do września 1931 w Wyższej Szkole Pogranicznej OGPU ZSRR, od lutego 1934 do maja 1935 inspektor Wydziału Operacyjnego Zarządu Wojsk Pogranicznych i Wewnętrznych Pełnomocnego Przedstawicielstwa OGPU/Zarządu NKWD Kraju Dalekowschodniego. Od czerwca 1935 do września 1938 studiował w Akademii Wojskowej im. Frunzego w Moskwie, od listopada 1938 do czerwca 1939 w Głównym Zarządzie Wojsk Pogranicznych i Wewnętrznych NKWD ZSRR w Moskwie, od 1939 pułkownik, od 9 czerwca do 1 grudnia 1939 szef Oddziału 14 Wydziału 5 Głównego Zarządu Bezpieczeństwa Państwowego, od 1 grudnia 1939 do 27 lutego 1941 zastępca szefa Wydziału 5 Głównego Zarządu Bezpieczeństwa Państwowego, od 14 marca 1940 major bezpieczeństwa państwowego. Od 27 lutego do 11 sierpnia 1941 szef Wydziału 2 Zarządu 1 NKGB ZSRR, od 5 lipca do 3 października 1941 zastępca kierownika Grupy Specjalnej przy Ludowym Komisarzu Spraw Wewnętrznych ZSRR Ł. Berii, równocześnie od 11 sierpnia do 1 września 1941 szef Wydziału 7 Zarządu 1 NKWD ZSRR, od 1 września do 30 października 1941 zastępca szefa Zarządu 1 NKWD ZSRR, 30 września 1941 awansowany na starszego majora bezpieczeństwa państwowego. Od 3 października 1941 do 18 stycznia 1942 zastępca szefa Wydziału 2 NKWD ZSRR, od 18 stycznia 1942 do 6 marca 1943 szef Wydziału 1 i zastępca szefa Zarządu 4 NKWD ZSRR, 14 lutego 1942 awansowany na komisarza bezpieczeństwa państwowego, od 6 marca do 14 maja 1943 zastępca szefa Zarządu 2 NKWD ZSRR, od 14 maja do 3 sierpnia 1943 zastępca szefa Zarządu 1 NKGB ZSRR, następnie szef Wydziału Operacyjnego i I zastępca Zarządu ds. Jeńców Wojennych i Internowanych NKWD ZSRR. 
Zastrzelił się. Pochowany na Cmentarzu Dońskim.

## Odznaczenia
- Order Czerwonego Sztandaru (20 września 1943)
- Order Czerwonej Gwiazdy (26 kwietnia 1940)
- Odznaka "Zasłużony Funkcjonariusz NKWD" (26 kwietnia 1940)

I medale.